# Jersey Shore (serie de televisión)
Jersey Shore  fue un programa de telerrealidad estadounidense transmitido por MTV desde el 3 de diciembre de 2009 hasta el 20 de diciembre de 2013. El programa sigue la vida de ocho participantes que convivirán en la costa del Estado de Nueva Jersey en los Estados Unidos. La segunda temporada fue grabada en Miami Beach, mientras que en la tercera temporada vuelve a New Jersey. En la cuarta temporada se presentó a Italia como el escenario de grabación, siendo estrenada el 4 de agosto de 2011.
El programa regresó con una quinta temporada, en Seaside Heights. Esta temporada fue estrenada el 5 de enero de 2012. El 19 de marzo de 2012, MTV confirmó que el programa volvería para una sexta temporada. El programa debutó envuelto en una gran controversia sobre el uso de la palabra Guido/Guidette, por la imagen del estereotipo de ítalo-estadounidense y el escrutinio de los locales, ya que los miembros del programa no residían en la zona.
El programa ha obtenido récords de índice de audiencia en MTV, convirtiéndose en ese entonces en uno de los programas más vistos. El reparto del programa también se ha acreditado con la introducción de su léxico y frases en la cultura popular estadounidense.
La Universidad de Chicago y la Universidad de Oklahoma son algunas de las instituciones educativas que han tenido las clases o conferencias sobre la serie. En 2010, los participantes de Jersey Shore fueron nombrados en la lista de "Las diez personas más fascinantes" de Bárbara Walters.

## Historia
Anthony Beltempo productor de VH1 propuso la idea de un programa centrado en el estilo de vida de los "guidos" para la televisión, en la forma de un reality show. La productora ejecutiva SallyAnnSalsano, quien anteriormente había trabajado en "La gran duda de Tila Tequila", ideó una nueva idea, inspirada en sus veranos donde compartía una casa de verano en New Jersey. Doron Ofir, director de casting, se encargó de encontrar el reparto. Van Toffler, presidente de MTV Networks, sintió que el programa se adaptaba mejor para el público de MTV, y no para el de VH1. Tony DiSanto, programador ejecutivo de MTV, consideró que después de "The Hills, era el momento de dar un enfoque más auténtico, como un documental. Van Toffler describió que para la selección de casting, se buscaba gente que tuviera "franqueza, honestidad, valentía y fuera muy energético, además de tener un desorden caótico. Puedes decir honestamente que ninguna de estas personas es tradicionalmente hermosa".
El programa sigue la vida de ocho participantes que pasan parte del verano en Seaside Heights, Nueva Jersey. En la temporada 1, el elenco lo forman: Angelina Pivarnick, Jennifer "JWOWW" Farley, Michael "The Situation" Sorrentino, Nicole "Snooki" Polizzi, Paul "Pauly D" DelVecchio, Ronald "Ronnie" Ortiz-Magro, Samantha "Sweetheart" Giancola y Vincenzo "Vinny" Guadagnino en la costa de New Jersey. Jersey Shore se estrenó el 3 de diciembre de 2009, con la repetición de episodios obtuvieron un promedio de 1,37 millones de espectadores. Aunque los primeros índices de audiencia fueron considerados poco impresionante para Salsano, poco a poco creció su popularidad, y fue objeto de parodia en Saturday Night Live después de su tercera semana, Tony DiSanto declaró "el cambio más rápido, de 0 a 60, que he visto nunca en un programa". La primera temporada registró un fuerte crecimiento del índice de audiencia cada semana y fue número uno en su franja horaria, vista por la franja de personas de 12 a 34 años, durante el primer trimestre de 2010, con un 2,6 de índice de audiencia. La primera temporada obtuvo una audiencia final de 4,8 millones de espectadores, triplicó la cuota que se obtuvo en el estreno, aumentando en más de 3,4 millones de dólares, y era una de las transmisiones más altas que tenía MTV desde hace dos años. Finalmente, la primera temporada tuvo un promedio de 2,7 millones de espectadores.
En un artículo en la revista Rolling Stone, se mencionó que la casa contaba con 35 cámaras de control remoto en lugares fijos, 12 cámaras en mano, una cámara IMX y seis cámaras DV. Nicole Polizzi declaró:

Tienen cámaras por todas partes, todo el tiempo... Siempre estás siendo observado. De alguna manera te vuelves un poco paranoico, porque es como, '¿Quién me esta viendo?'... Es raro, puede confundir tu cabeza. Es por eso por lo que nos volvemos locos, por lo que nos peleamos entre sí. Es por eso por lo que bebemos. Estamos viviendo en una casa durante dos meses con esa mierda. No podemos tener teléfonos móvil, televisión, radio o internet... No hay normalidad. Es como una cárcel, con cámaras. La única vez que no hay cámaras es cuando estamos en la ducha, y es por eso por lo que tardamos tres horas, sólo para alejarnos de todo.

Después de la primera temporada, el reparto estuvo negociando un aumento salarial, aunque tanto ellos como DiSanto negaron polémica en esto y opinaron que se le dio demasiada importancia en la prensa. En lugar de esperar al próximo verano en Nueva Jersey, en la segunda temporada se trasladaron a Miami.
En enero de 2010, MTV anunció que la segunda temporada constaba de 12 episodios y saldría al aire en verano. Siguen los participantes de la primera temporada, aunque son trasladados a la zona de South Beach, Florida por el frío invernal del noroeste. En mayo de 2010 el elenco se trasladó de nuevo a la costa de New Jersey para terminar el rodaje, pero más tarde se determinó que la productora tenía suficiente material para llenar la segunda temporada con la grabación en Miami, y que lo grabado en la costa de New Jersey se utilizaría para una tercera temporada. La segunda temporada se estrenó el 29 de julio de 2010, obtuvo un promedio de 5.252 millones de espectadores. La temporada fue un gran éxito en televisión; también se registró un crecimiento continuo cada semana.
El 20 de julio de 2010, MTV anunció que habría una tercera temporada, con la excepción de que no volvería Angelina Pivarnick. En la tercera temporada vuelve a su lugar original, Seaside Heights y Pivarnick fue sustituida por Deena Nicole Cortese, amiga de Polizzi. La temporada fue estrenada el 6 de enero de 2011, fue visto por 8,45 millones de espectadores, batiendo así el récord del programa más visto nunca en MTV. El segundo episodio de la temporada, una vez más estableció una cuota alta en MTV, con 8,56 millones de espectadores, solo superado por el cuarto episodio con 8,87 millones de espectadores.
El 25 de enero de 2011, se confirmó la renovación del programa para una cuarta temporada, que se grabaría en Florencia, Italia, durante la primera mitad del 2011. La cuarta temporada se estrenó el 4 de agosto de 2011. MTV confirmó en junio del 2011 que la quinta temporada sería en Seaside Heights.
Hubo ciertas complicaciones causadas por el embarazo de Polizzi, y varios miembros del elenco como Paul DelVecchio y Jennifer Farley, al recibir beneficios derivados de los spin-offs del programa, sin embargo el 19 de marzo de 2012, MTV confirmó oficialmente que Jersey Shore volvería para una sexta temporada, con todos los miembros del elenco. El rodaje de la sexta temporada fue durante el verano de 2012, donde se ve a Polizzi con ocho meses de embarazo. MTV dijo en un comunicado: "Aunque las cosas serán definitivamente un poco diferente, esta vez cuando salgan a romper el paseo marítimo, pero su hilaridad seguirá ahí igual que su disfunción familiar". La sexta temporada fue estrenada el 4 de octubre de 2012 en Estados Unidos, el último episodio del programa fue transmitido el 6 de enero de 2013, llegando Jersey Shore a su fin.
El 20 de agosto de 2017, un especial de televisión llamado Reunion Road Trip: Return to the Jersey Shore se emitió en E!, en donde aparecieron Jennifer Farley, Nicole Polizzi, Michael Sorrentino, Paul DelVecchio y Samantha Giancola. El 27 de noviembre de 2017, MTV anunció que el elenco (con la excepción de Giancola) se reuniría en Miami, Florida, para un nuevo programa titulado Jersey Shore: Family Vacation, estrenado a nivel mundial el 5 de abril de 2018.

## Episodios
| Temporada   | N.º episodios | Estreno                | Final                   |
| ----------- | ------------- | ---------------------- | ----------------------- |
| Temporada 1 | 9             | 3 de diciembre de 2009 | 21 de enero de 2010     |
| Temporada 2 | 13            | 29 de julio de 2010    | 21 de octubre de 2010   |
| Temporada 3 | 13            | 6 de enero de 2011     | 24 de marzo de 2011     |
| Temporada 4 | 12            | 4 de agosto de 2011    | 20 de octubre de 2011   |
| Temporada 5 | 11            | 5 de enero de 2012     | 15 de marzo de 2012     |
| Temporada 6 | 13            | 4 de octubre de 2012   | 20 de diciembre de 2012 |

## Reparto
| Nombre                               | Origen                    | Procedencia   | Descripción                             |
| ------------------------------------ | ------------------------- | ------------- | --------------------------------------- |
| Angelina Pivarnick                   | -                         | Staten Island | "¡Hola!"                                |
| Deena Nicole Cortese                 | Bandera de Estados Unidos | Nueva Jersey  | "¿Te gustan mis senos?"                 |
| Jennifer "JWoww" Farley              | -                         | Nueva York    | "Después de tener sexo, lo dejo."       |
| Michael "The Situation" Sorrentino   | Bandera de Estados Unidos | Staten Island | "¡Tenemos, Una situación!."             |
| Paul "Pauly D" DelVecchio            | Bandera de Estados Unidos | Rhode Island  | "DJ Pauly DelVecchio."                  |
| Ronald "Roonie" Ortiz-Magro          | -                         | Nueva York    | "Hahahaha"."                            |
| Samantha "Sammi Sweetheart" Giancola | -                         | Nueva Jersey  | "Soy la perra más adorable"             |
| Nicole "Snooki" Polizzi              | -                         | Nueva York    | "¡Me voy a la Costa de Jersey, Perra!." |
| Vincenzo "Vinny" Guadagnino          | Bandera de Estados Unidos | Staten Island | "¡Vamos Vinny Vamos!"                   |

### Duración del Reparto
| Miembros             | Temporadas | Temporadas | Temporadas | Temporadas | Temporadas | Temporadas |
| Miembros             | 1          | 2          | 3          | 4          | 5          | 6          |
| -------------------- | ---------- | ---------- | ---------- | ---------- | ---------- | ---------- |
| Jennifer Farley      |            |            |            |            |            |            |
| Michael Sorrentino   |            |            |            |            |            |            |
| Nicole Polizzi       |            |            |            |            |            |            |
| Paul DelVecchio      |            |            |            |            |            |            |
| Ronald Ortiz-Magro   |            |            |            |            |            |            |
| Samantha Giancola    |            |            |            |            |            |            |
| Vincenzo Guadagnino  |            |            |            |            |            |            |
| Angelina Pivarnick   |            |            |            |            |            |            |
| Deena Nicole Cortese |            |            |            |            |            |            |

     = Miembro del reparto es principal en la temporada
     = Miembro del reparto es invitado en la temporada
     = Miembro del reparto no aparece en la temporada

## Controversias y críticas
MTV recibió críticas por parte de organizaciones ítalo-estadounidenses por la forma en que se comercializa el programa, ya que se utilizó la palabra liberal "Guido" para describir a los participantes del programa. El térmido "guido" es generalmente considerado como un insulto étnico para referirse a los italianos y a los ítalo-estadounidenses. Una promoción afirmó que el programa iba a seguir a "ocho de los más calientes, explosivos y locos "Guidos"...", mientras que otro anunció declaró: "[el programa] expone una de las especies más incomprendidas de la zona tri-estatal...el GUIDO. ¡Sí, realmente existe! Nuestros Guidos y Guidettes pasarán todo el verano en Seaside Heights, Nueva Jersey para enseñarnos lo que pueden ofrecer.
Los miembros del elenco no todos son étnicamente italianos. Nicole "Snooki" es chilena, pero fue adoptada cuando era un bebé por padres ítalo-estadounidenses. Jennifer "JWOWW" es irlandesa y española.
Antes del debut del programa, UNICO Nacional solicitó formalmente cancelar el reality a MTV. En una carta, UNICO llama al programa "...ataque directo, deliberado y vergonzoso a los ítalo-estadounidenses..." . Andre DiMino, Presidente Nacional de UNICO, dijo en un comunicado que "MTV ha adornado el "burdel" como una "casa engastada con banderas italianas y mapas verdes, blanco y rojo, en Nueva Jersey, mientras que desprecian los signos y símbolos italianos. Descaradamente manda mensajes subliminales para atacar con todas las técnicas posibles para herir a los ítalo-estadounidenses...". Por estas fechas, otros ítalo-estadounidenses se unieron a la pelea, varias organizaciones entre ellas la NIAF.
MTV respondió a la polémica mediante la emisión de un comunicado de prensa que decía en parte: "el elenco ítalo-estadounidense se enorgullece de su origen étnico." Entendemos que este programa no está destinado a todos los públicos y representa solo a un aspecto de la cultura juvenil". Desde las peticiones para la eliminación del programa, varios patrocinadores han solicitado que sus anuncios no se emitan durante el programa.

### El gobernador Christie y la representación de la serie de Nueva Jersey
En una entrevista en febrero de 2010, el gobernador de Nueva Jersey, Chris Christie llamó al programa "negativismo para Nueva Jersey" porque la mayoría de los miembros del reparto ni siquiera son del propio estado. Según Christie, el programa "toma un puñado de neoyorquinos y los deja en la costa de Jersey y trata de hacer que Estados Unidos sienta que ese es el verdadero Nueva Jersey". El Gobernador Christie tomó medidas contra el programa, tratando de animar a la gente a experimentar la costa de Jersey de forma real para sí mismos, en vez de verlo a través de MTV. "Yo puedo decirle a la gente: quieren saber lo que realmente es Nueva Jersey, os doy la bienvenida a Nueva Jersey en cualquier momento. La encuesta de Fairleigh Dickinson University lanzado en PublicMind en febrero de 2010 mostró que el 59% de los estadounidenses que habían visto el programa tenían una opinión favorable de Nueva Jersey, en comparación con solo el 44% que no había visto el reality. La encuesta FDU repitió la encuesta telefónica nacional en 2011 y mostró resultados similares. En consecuencia, el director de la encuesta, Peter Woolley llegó a la conclusión de que "estas medidas... sugieren que el programa no está haciendo daño a la opinión de la nación del Estado. De hecho, puede ser la promoción de una de las mejores características del estado-. Snooki no, pero la propia tierra sí."
Sin embargo, en septiembre de 2011, el gobernador Christie vetó un incentivo fiscal de 420.000 dólares al programa, proveniente de la Autoridad de Desarrollo Económico de Nueva Jersey, declarando "Como director general, estoy obligado a asegurar que los contribuyentes no están pagando tal cantidad para un proyecto que no hace más que perpetuar ideas erróneas sobre el estado y sus ciudadanos".

## Spin-Offs
El 7 de abril de 2011, MTV anunció que habría dos "spin-offs" por parte de algunos participantes del programa, estos serían: Jennifer Farley, Nicole Polizzi y Paul DelVecchio, recogiendo para cada "spin-off" doce episodios. El primer spin-off se centraría en la vida de Jennifer "JWOWW" y Nicole "Snooki" viviendo juntas después del final de Jersey Shore. El nombre del "spin-off" sería Snooki y JWOWW, y se estrenó en 2012. El otro show segue a Paul DelVecchio y a todo su equipo, en diversos conciertos del DJ. El programa lleva por nombre El Proyecto de Pauly D: De Jersey Shore a Las Vegas. La grabación de los dos programas iniciaron a finales del 2011, por lo que se estrenarían a lo largo del 2012. SallyAnn Salsano será la productora ejecutiva de ambos "spin-offs".

## Programas similares y otras versiones
Han salido diferentes programas, o están previstos, que se han descrito como modelos de Jersey Shore, incluye:
- Lake Shore (Toronto, Ontario)
- K-Town (Koreatown, Los Ángeles)
- Brighton Beach (Coney Island, Nueva York)
- Party Down South (Sur de Estados Unidos)
- Wicked Summer (Boston, Massachusetts)
- Tehrangeles (persa-americanos de Los Ángeles)
- Kongerne af Marielyst (Marielyst, Dinamarca)
- The GC (Maorís de Nueva Zelanda que viven Gold Coast, Australia)
- The Shire (Sídney, Australia)
- We Love Lloret (Alemanes en Lloret de Mar, España)
- Les Ch'tis (Franceses)
- Juárez 4 Ever (Ciudad Juárez, Chihuahua)

## Versiones Oficiales
Además de Jersey Shore se han realizado varias versiones oficiales, incluidas otras dos en Estados Unidos (Floribama y Buckhead), dos en el Reino Unido (Geordie y The Valleys), una en Alemania, Brasil, Rusia, Polonia, España, México, así como un crossover entre los últimos dos países mencionados, titulado Super Shore, también una versión internacional llamada All Star Shore, además en febrero de 2022 se anunciaron siete nuevas versiones (incluida All Star Shore) de la franquicia que serían lanzadas en Paramount+, incluyendo Argentina, Colombia y Australia.Sin embargo solo se produjo la versión australiana, mientras que una segunda versión mexicana (Mazatlán Shore) fue cancelada antes de su estreno.
Nota:
     Temporada al aire.
     Se planea emitir una temporada (en preproducción, producción o posproducción).
      Estado desconocido.
     No se planea emitir otra temporada.
| Título local       | Sede                              | Cadena                   | Fecha de lanzamiento     | Temp. | Ref.   |
| ------------------ | --------------------------------- | ------------------------ | ------------------------ | ----- | ------ |
| Jersey Shore       | Nueva Jersey, Estados Unidos      | MTV                      | 3 de diciembre de 2009   | 6     |        |
| Geordie Shore      | Newcastle, Inglaterra             | MTV                      | 24 de mayo de 2011       | 25    | [ 39 ] |
| Каникулы в Мексике | Puerto Vallarta, México           | MTV/ Pyatnica!           | 5 de septiembre de 2011  | 2     | [ 40 ] |
| The Valleys        | Cardiff, Gales                    | MTV                      | 25 de septiembre de 2012 | 3     | [ 41 ] |
| Gandía Shore       | Gandia, España                    | MTV                      | 14 de octubre de 2012    | 1     | [ 42 ] |
| Warsaw Shore       | Varsovia, Polonia                 | MTV                      | 10 de noviembre de 2013  | 21    | [ 43 ] |
| Acapulco Shore     | Acapulco, México                  | MTV                      | 27 de septiembre de 2014 | 11    | [ 44 ] |
| Super Shore        | Europa Meridional                 | MTV                      | 2 de febrero de 2016     | 3     | [ 45 ] |
| Floribama Shore    | Panama City Beach, Estados Unidos | MTV                      | 27 de noviembre de 2017  | 4     | [ 46 ] |
| Rio Shore          | Río de Janeiro, Brasil            | MTV/ Paramount+          | 30 de septiembre de 2021 | 3     | [ 47 ] |
| Germany Shore      | Creta, Grecia                     | OnePlus/ MTV/ Paramount+ | 17 de noviembre de 2021  | 4     | [ 48 ] |
| Buckhead Shore     | Buckhead, Estados Unidos          | MTV                      | 23 de junio de 2022      | 1     | [ 49 ] |
| All Star Shore     | Gran Canaria, España              | MTV/ Paramount+          | 29 de junio de 2022      | 2     | [ 50 ] |
| Frenchie Shore     | Hérault, Francia                  | MTV/ Paramount+          | 11 de noviembre de 2023  | 2     | [ 51 ] |
| Italia Shore       | Lacio, Italia                     | MTV/ Paramount+          | 4 de marzo de 2024       | 2     | [ 52 ] |
| Aussie Shore       | Cairns, Australia                 | MTV/ Paramount+          | 3 de octubre de 2024     | 1     | [ 53 ] |